# 交響曲第9番 (ブルックナー)
ブルックナーの交響曲第9番ニ短調（こうきょうきょくだいきゅうばんにたんちょう）は、アントン・ブルックナーが取り組んだ最後の交響曲である。1896年10月11日に作曲者が他界した際に完成していたのは第3楽章までであり、最後の第4楽章は未完成のまま残された。実際の演奏では、実演・録音とも、完成している第3楽章までで演奏されることがほとんどである。第4楽章の草稿が少なからず残されているため、それに補筆して完成させる試みも行われており、全4楽章版の録音も少しずつであるが増えてきている。

## 作曲の経緯
1887年夏、ブルックナーは交響曲第8番を完成させた後、この作品の作曲に取りかかった。彼はベートーヴェンの『交響曲第9番』と同じ「ニ短調」という調性を選んだことについて、人々の反応を気にしたものの断固とした決意を持ち、この作品の献辞として、譜面にドイツ語で「愛する神に」（Dem lieben Gott）と書いた。
しかしブルックナーは旧作の改訂に取りかかり、第9交響曲に集中しなかった。この改訂で交響曲第1番や第8番などに労力を費やしている。
1892年12月に交響曲第8番が初演された後、本作の作曲に打ち込み始めたが、ブルックナーの病状は悪化し続ける。ようやく1894年11月30日に第3楽章を完成させたが、そのころブルックナーはウィーン大学の講義において、この作品が未完成に終わった場合には自作のテ・デウムを演奏するように示唆した。第3楽章の完成後、病状はさらに悪化し、18年間住んだ4階建ての建物の住居で階段の乗降が不可能になったため、オーストリア皇帝フランツ・ヨーゼフ1世よりベルヴェデーレ宮殿の住居が提供された。
ブルックナーは1896年10月11日、死去する日の午前まで第4楽章の作曲に携わったが、午後3時過ぎに息を引き取り、結局全曲を完成させることはできなかった。未完成に終わった第4楽章の自筆楽譜は、ソナタ形式の再現部の第3主題部でペンが止まっている。現在多くの研究者は、ブルックナーがスケッチの段階において楽章全体を作曲し終えていたと主張しているが、相当数の草稿が失われたままである。
初演は1903年、2月11日にフェルディナント・レーヴェの指揮によりウィーンで行われた。ただし初演で用いられたのは、後述のレーヴェによる改訂版である。

## 楽器編成
- フルート3
- オーボエ3
- クラリネット3
- ファゴット3
- ホルン8（第5 - 8ホルンはワーグナーチューバと持ち替え）
- トランペット3
- トロンボーン3
- バス・チューバ1
- ティンパニ1
- 弦楽五部。

第7番に使われた編成を基本的に踏襲している。

## 演奏時間
演奏時間は、演奏により差があるが、いくつかの演奏実例を元に、演奏時間を以下のように紹介する例もある。
- 第1楽章＝23 - 26分程度
- 第2楽章＝9 - 11分程度
- 第3楽章＝25 - 28分程度

完成している第1～3楽章まで通して約64分と紹介する例もある。第1楽章よりも第3楽章のほうが長い演奏が多いが、逆に短くなっている演奏もある。また、補筆完成された第4楽章まで全て演奏した場合、使用する版によっては演奏時間が90分前後となり、第8番よりも長い楽曲となる。

## 楽曲解説
交響曲の定石どおり全部で4楽章の構成で作曲される予定であった。しかし完成されたのは第3楽章までであり、第4楽章は作曲者の死去によって未完成のまま終わっている。こうした経緯から、実演や録音には完成された第3楽章までが採り上げられる場合がほとんどで、第4楽章が演奏される場合には補筆完成者の名前を謳って「○○稿に基づく」といった注釈がなされる。
なお、スケルツォの配置を第2楽章にする点、調性をニ短調とする点などはベートーヴェンの『第九』と共通している。

### 第1楽章
Feierlich, misterioso（荘重に､神秘的に） 
ニ短調、2分の2拍子。再現部の第1主題部と展開部が融合した自由なソナタ形式。ソナタ形式の展開部と再現部を入れ子にするブルックナーの傾向は、この楽章において完全に具現化されている。この楽章の形式について作曲家のロバート・シンプソンは、「陳述、反対陳述、そして帰結」と言い表している。
ブルックナー開始で始まった後に提示される第1主題は瞑想的な音楽で8つの動機によって形成され、第63小節からの第7動機で頂点を作る。なお、この後全曲に出てくる全ての動機はこれらの変形による。
第2主題は97小節から始まり、イ長調の響きの基、ポリフォニーの展開を続ける。ここでも旋律は半音階的で2小節で12音全て使い切る部分もあり、調性は不安定である。123、141小節にハ長調の動機が突如として現れる。
第3主題はニ短調、154小節に主音と属音だけで構成された動機がオーボエに現れ、それを弦楽が転回系で応えるというものである。クライマックスの後穏やかなヘ長調となり提示部を終える。
展開部では第1主題の動機が拡大して展開し再び第7動機で頂点を迎える。このときには弦の激しい音階を伴い3回繰り替えされ、続いて355小節から後の新ウィーン楽派さえ想起させる斬新でポリフォニックな行進曲が続く。休止の後、今度は400小節から第7動機が憐れみを請うかのように提示されるがこれも短い。
再現部では展開部のほとんどが第1主題によるためか第2、第3主題のみとなり、これらもかなりの変形を受け、大変不協和なクライマックスの後、ワーグナー風の葬送コラールが現れる。
コーダ付近で交響曲第7番第1楽章からのパッセージが引用され、また、第1主題の動機が執拗に繰り返される。最終ページにおいては i（ニ） で持続する低音声部に重ねて、Ⅱ度のナポリの六度の和音（ト-変ロ-変ホ）が使われ、i度に対して軋るような不協和音を生じさせている。しかしそれも短く、最後には不協和音を振り切った全合奏によって中世の教会音楽の響きを連想させる空虚五度（ニ・イ）によってニ短調の要素がなくなり、ニ調により決然と終わる。

### 第2楽章
Scherzo. Bewegt, lebhaft - Trio. Schnell（スケルツォ。軽く、快活に - トリオ、急速に）
ニ短調、4分の3拍子のスケルツォ。形式は複合三部形式。このデーモニッシュなスケルツォの開始和音はトリスタン和音を移調したもので、主調であるニ短調についても調的に曖昧なところがある。ブルックナーの他のスケルツォ楽章に比べ、民族的な要素はわずかな部分でしかない。
開始から42小節間の間はトリスタン和音の変形と分散により浮遊感を漂わせる。表現主義的なオーケストレーションのもと、ニ短調と嬰ハ短調が対比的に扱われる。43小節からトゥッティとなり聴衆を驚かせる。それはさらに線的書法へと変形し、頂点を迎える。そのあと115小節からオーボエの愛らしい主題が登場する。これは民謡風の明るいものだが、せわしなくなり再びトゥッティの主題が現れてコーダに向かう。
トリオは遠隔調の嬰ヘ長調が使われ、トリオとしては異例の速さがとられている（ブルックナー作品にしては珍しい）。ロバート・シンプソンはこの箇所におぞましさを見出し、ブルックナーが偽善的な個々人の振る舞いを書きとめていると標題的に解釈した。舞踊風の主題と、エレジーがロンド形式を織り成す。
なお、現行のトリオとは全く異なる2つのトリオ草稿が残されている。

### 第3楽章
Adagio. Langsam, feierlich（アダージョ。遅く、荘重に）
ホ長調、4分の4拍子。抒情的な静けさと畏怖の念をもつ音楽。形式は変奏曲とも、再現部を伴わない、または再現部と展開部の融合したソナタ形式とも取れる自由なものである。
冒頭第1ヴァイオリンが9度上昇しつつ、旋律はブルックナーが交響曲第7番などに用いた上昇音階に変容する。第9小節から第16小節にかけて高揚し、第17小節からはフォルティッシモの超越的な頂点に達する。静まるとすぐに第29小節からはワーグナーチューバに荘厳なコラール風の主題が挿入される。第1楽章第1主題を暗示したこの主題をブルックナーは「生との訣別」と呼んだ。ここまでが第1主題部と考えられる。
続く第2主題は第45小節から変イ長調、弦楽に現れる。木管に受け継がれながらも第57小節からは変ト長調の新たな主題に発展する。やがてホルンの動機を加えつつ、最終的にはワーグナーチューバが不協和音を奏でフルートがコーダに登場する伴奏音形を予告する形で総休止となる。
展開部においては幾分自由な主題展開を見せる。まず、第1主題が初めの形のまま再現する。対位法的に少し発展した後に、第1主題の転回形がチェロとコントラバスによって奏せられ、次第に上昇する。次に第2主題が現れる。弦楽器が次第に上昇し、オーボエとホルンの短い動機で一段落する。総休止の後、第2主題が現れるが、ここでは2倍の音価によって拡大された形で奏される。第199小節にくるこの部分最後の音楽はロ短調フォルティッシッシモの大変不協和なクライマックスとなり結尾和音では属13の完全和音となる。
コーダは第207小節から始まり調性は穏やかにホ長調へと収束していく。「ニ短調ミサ」と「ヘ短調ミサ」の主題、第2交響曲のアダージョ主題、第5交響曲のフィナーレ主題、第7交響曲の冒頭主題や第8交響曲のアダージョ主題などを回想し静かに楽章を終える。

### 第4楽章（未完成）
（ブルックナー自身による速度、発想表記はない。以下に代表的な補筆完成版のものを挙げる）
Misterioso, nicht schnell（SMPC・コールス版）
Bewegt, doch nicht zu schnell（サマーレ・マッツーカ版）
Allegro moderato（キャラガン版）
Bewegt, doch nicht zu schnell（シャラー版）
ニ短調、2分の2拍子。複雑なソナタ形式。現存するスケッチによると、複雑な和音による序奏、副付点音符による激しい第1主題の後に穏やかな第2主題、第1楽章のコラールが明るい形で現れたホルンによる第3主題と続く。テ・デウムの基本音形に導かれて展開部が始まり、再現部は第1主題が複雑な二重フーガとなって高揚していく。このようなフーガを用いた手法は第5交響曲の終曲に似ている。第2主題を経て上記のように第3主題部（テ・デウムの基本音形と組み合わされる、後述）まで来たところで自筆譜は途切れている。コーダの前には他の交響曲のように第1楽章の第1主題の再現が来るが、版によってはないものもある。コーダもいろいろな形があり、第1楽章と第4楽章の主要主題を組み合わせたものが一般的である。

## 版問題
ブルックナーはこの曲を改訂するどころか、完成にも至らなかった。そのため（例えば第1番 - 第4番や第8番のような）作曲者による異稿は存在しない。また完成された楽章に関しては、資料上の混乱も少ないので、原典版（オーレル版、ノヴァーク版、コールス版）の相違も少ない。ただし、原典版出版以前に出版されていた初版（レーヴェ版）は、原典版との相違が非常に極端であった。このほか、未完成の終楽章フラグメント、第2楽章の草稿が出版されているほか、第4楽章を完成させようとする試みもいくつか見られる。

### レーヴェ版 (1903年)
フェルディナント・レーヴェが作成した版で、いわゆる「初版」または「改訂版」と呼ばれる。完成された3楽章のみからなる。1903年の初演で使われた版で最初の出版譜となり、1932年までこの版しか出版されていなかった。レーヴェは独断で変更を加え、ブルックナーの管弦楽法やフレージング、デュナーミク、急進的とも解釈できる独自の和声法（たとえばアダージョ楽章の属13の和音など）を19世紀末期において常識的なものに変更している。レーヴェ版はこの作曲家の初版スコア群（いわゆる改訂版）の中でも5番とともに改訂内容が過剰であり、今日では実際に上演・録音されることはほとんどなくなっている。レーヴェ版の演奏は、ハンス・クナッパーツブッシュやフレデリック・チャールズ・アドラーが録音に残した。

### オーレル校訂版 (1932年)
1932年、アルフレート・オーレルによる校訂版。ブルックナーが本当に書いた部分を再現しようと試みた最初の校訂版（第1次全集版）である。このオーレル版は、完成された3つの楽章をスコアにまとめ、終楽章のスケッチは別冊の資料にまとめた。第1次全集の他の交響曲とまとめて「ハース版」と扱われることもある。また終楽章については、1994年以降に出版された資料に比べると、情報不足かつ不正確であると言われている。
この版による、完成された3楽章の初演は、1932年にジークムント・フォン・ハウゼッガーの指揮によりミュンヘン・フィルハーモニー管弦楽団が行った（両者は1938年にHMVにオーレル版の録音を残している）。初演に際しては、比較のためレーヴェ版に次いでオーレル版が演奏された。
ヴィルヘルム・フルトヴェングラー指揮ベルリン・フィルハーモニー管弦楽団の録音（1944年）など、ノヴァーク版出版以前の「原典版」の録音はこのオーレル版である。

### ノヴァーク校訂版 (1951年)
1951年、レオポルト・ノヴァークによる校訂。完成された3楽章のみの、第2次全集版として出版されたもの。実質的に1932年のオーレル校訂版と差違がない。

### コールス校訂版 (2000年)
2000年、ベンヤミン＝グンナー・コールスによる、完成された3楽章の新校訂版。ニコラウス・アーノンクール指揮、ウィーン・フィルハーモニー管弦楽団によりBMGレーベルに世界初録音された（後述のフィリップス校訂フィナーレと共に）。ウィーンで新たに発見された筆写譜を参照としており、ノヴァーク版に比べ30箇所程度の修正がある。

### そのほかの出版
第2次全集版の一環で、以下のものが出版されている。
- 終楽章のフラグメント（1994年版、フィリップス(John Philips)校訂）
- 終楽章フラグメントの自筆稿ファクシミリ版（1996年版、フィリップス校訂）
- 第2楽章およびトリオの草稿（1998年版、コールス校訂）
- 終楽章のドキュメンタリー・スコア（2002年版、フィリップス校訂）

## フィナーレ、およびその完成版について

### 概要
前記述「作曲の経緯」にあるとおり、1894年（第3楽章完成の時期）に、ウィーン大学の講義において、この交響曲第9番が未完成に終わった場合には自作のテ・デウムを演奏するように示唆したと伝えられる。
その後ブルックナーは終楽章の作曲を続け、最期の日（1896年10月11日）までペンを執っていたが、楽章の完成には至らなかった。
未完成に終わった第4楽章の自筆楽譜は、ソナタ形式の再現部の第3主題部でペンが止まっている。

### 残された草稿について
ブルックナーの死後、回収業者が作曲家の自宅を漁り回った結果、フィナーレの草稿の一部が散逸した。その一部はその後アメリカ合衆国で発見され、オーストリアからワシントンD.C.へと渡っていたことが判明した。現在でも自筆譜の断片の捜索は続けられている。なお、1999年に国際ブルックナー協会より、現時点でのスコアの断片が J.Phillips による校訂報告付きで出版されている。

### 後生の研究者・演奏者の、終楽章に対する見解
終楽章について、以下のような見解もある。ただし、この種の見解には往々にして、根拠不明の臆測が含まれることに注意しなければならない。
- ブルックナーは、死期が迫っているのを感じ、考えが熟さないまま終楽章のスコアに手を付け始めた。現在自筆楽譜で残されている部分についても、必ずしも最終形を意図して書いたわけではなく、まだまだ推敲を重ねていくつもりだった（ブルックナー研究家の川崎高伸による）。
- ブルックナーは終楽章を完成できる自信がなく、その逃避のために第1交響曲の改訂に長時間を費やしてしまった（指揮者のギュンター・ヴァントによる）。

### 「終楽章＝テ・デウム」発言に対する、後生の研究者・演奏者の見解
「終楽章が未完であれば代わりに『テ・デウム』を」の発言は、1894年（第3楽章完成の時期）のものである。この考えをブルックナーが最期まで持っていたのかどうかは定かではない。
「交響曲第9番の終楽章＝テ・デウム」とするのは、形式上・調性上（ハ長調）・曲のスタイル・管弦楽編成など、あらゆる面から無理のある考え方であると、多くの研究者・演奏者が認めている。ブルックナーがそのあたりをどう考えていたのかは、定かではない。
上記を鑑み「交響曲第9番の終楽章＝テ・デウムとするために、経過部分を作曲しようとした」との説もある。残された終楽章の草稿の一部にテ・デウムと類似の音型が使われている部分があることから、終楽章草稿の一部または全てを、前述のような「経過部分」と見なす考え方もある。

### フィナーレ演奏について

#### 完成された3楽章のみによる演奏
ブルックナー自身はこの3楽章で演奏を終わらせることは望んでなかった、と判断する研究者が多いが、現実には終楽章は完成していないので、完成している3楽章のみで演奏されることが多い。注釈なしで「交響曲第9番」の演奏という場合、通常はこの形（完成された3楽章のみの演奏）を意味する。

#### テ・デウムを含めた演奏
ブルックナーによる「終楽章が未完であれば代わりに『テ・デウム』を」の発言を尊重し、同一演奏会で『テ・デウム』を演奏する例も、決して少なくない。この場合、連続して演奏する場合も、休憩を挟んで演奏する場合もある（『テ・デウム』を先に演奏することもある）。実際、この第9交響曲が初演されたときにも、同じ演奏会で『テ・デウム』が演奏された。
ただし、いずれにしても「交響曲第9番の終楽章＝テ・デウム」として演奏されるのではなく、同じ演奏会で交響曲第9番と『テ・デウム』が演奏されるという形になるのが一般的である。
『テ・デウム』を終楽章と見なした場合の問題点としては、『テ・デウム』の動機と和声様式が晩年のそれではなくて、第7交響曲時代のものであること、『テ・デウム』の調性がニ短調やニ長調ではなくハ長調であること、なんらかの楽章間の主題関係が全く無いことが挙げられる。

#### 終楽章を含む演奏、あるいは終楽章の演奏
終楽章を完成（補作）した上で演奏する例も、20世紀終わり近くから複数例聴かれるようになった。補作完成した終楽章については後述する。通常、先行の3楽章に補作完成された終楽章が続けて演奏される（まれに、終楽章単独で演奏・録音される場合もある）。この形で演奏される場合、通常「終楽章付き」「完成版」などの注釈が付く。
一方、ブルックナーの遺した断片をそのまま演奏する例もある。ヨアフ・タルミがキャラガン完成版（1983年）を録音した際には、完成版とは別に断片を演奏・録音し、LP（CD）に併録していた。これによって、ブルックナーが実際に作曲したものがどれだけ実用化され、校訂者の想像力がどれだけ含まれているのかを、聴き手が直接確認できるとも評された。
2002年のザルツブルク音楽祭では、ニコラウス・アーノンクールとウィーン・フィルハーモニー管弦楽団がフィリップス校訂の演奏用版を用いてフィナーレの断片を演奏・録音した。この演奏会はアーノンクールによる解説付きのワークショップ形式で行われ、休憩をはさんだ後にコールス校訂版の第1 - 第3楽章が演奏された。ただし、コーダのスケッチは和声の指定のみの部分が多いとして取り上げなかった。また、アーノンクールは「ブルックナー以外の音は一切入っていない」と述べたが、実際は校訂者による補筆が数箇所含まれている。

### 終楽章の補作完成について
ブルックナーの草稿を基に終楽章を補作完成（ひいてはこの交響曲第9番を完成）させようとする試みは、たびたび繰り返されてきた。この楽章の大部分がほとんど完全にオーケストレーションされていることに加え、ブルックナー独特の作曲スタイルを考慮すると、あといくつかの草稿があればおおむね終楽章全体を構成できるはずだとの考え方もある。とはいえ、草稿が存在しない部分は作曲者の手によらない創作になるのはやむを得ない。特に再現部の後半からコーダにおいて各校訂者により大きな違いが見られる。そのたび重なる批判版の連続が、版の違いを今日まで至らしめている一つの原因ともなっている。

#### キャラガン完成版 (1983年)
ウィリアム・キャラガンは交響曲第2番の校訂者でもある。この第9番終楽章の補作は、1979年から1983年にかけて行われた。
脱稿の翌1984年、モーシェ・アツモン指揮アメリカ交響楽団によってカーネギー・ホールで初演された。ヨアフ・タルミ指揮オスロ・フィルハーモニー管弦楽団で、イギリス・シャンドス社に録音されており、その演奏時間は約22分である。なお、上記「終楽章を含む演奏、あるいは終楽章の演奏」の項で言及されたオリジナル断片の演奏は約16分である。
次項で述べるサマーレ＝マッツーカ版やそれ以前の補筆完成版と同様、1934年出版のオーレル校訂の資料不足かつ不正確なフィナーレ草稿を基にしているので、ブルックナー的でないとも評される。
その後新しく発見された資料を基に、キャラガンはその後終楽章の補作を改めて行った（これについては後述）。

#### サマーレ＝マッツーカ完成版 (1986年)
キャラガンの労作とは別個に、ニコラ・サマーレとジュゼッペ・マッツーカ（Giuseppe Mazzuca）が協力して1986年にまとめ上げた。後述のいわゆるSMPC版（サマーレ＝マッツーカ＝フィリップス＝コールス完成版）に比べると、前述の通り資料不足のため、か先行3楽章とはやや異なった書法となった。エリアフ・インバルとゲンナジー・ロジェストヴェンスキーによって録音されている。

#### ノース S. ヨゼフソン版 （1992年)
シュトゥットガルトのカールス出版社から出ている1992年に完成した版。1997年にクラウス・アルプ指揮のカイザースラウテルンSWR放送管弦楽団によって初演されている。演奏時間約15分。楽器編成は原典版に同じ。ジョン・ギボンズ (John Gibbons) 指揮オーフス交響楽団による録音がDanacordレーベルから出ている。演奏時間は20分22秒。

#### SMPC完成版 (1992年/1996年)
この企画のために、サマーレとマッツーカのチームにジョン・A・フィリップスとベンヤミン＝グンナー・コールスが加わった。なお、SMPCとは「サマーレ、マッツーカ、フィリップス、コールス」の4人の頭文字である。
第1に1986年のサマーレとマッツーカの2人は1983年から1984年の調査によって、それまで知られていなかった相当数のフィナーレ新資料を発見するに至った。ただし前述のサマーレ＝マッツーカ版ではそれが反映されているとは言いがたく、学会でも珍音楽扱いされていた。この状況を打開するためジョン・A・フィリップスとベンヤミン＝グンナー・コールスが加わった（ただしマッツーカは多忙のため1987年から離れることになった）。
そしてようやく1990年に徹底的な分析が試みられ、SMPC版が誕生した。これはクルト・アイヒホルン指揮リンツ・ブルックナー管弦楽団によりカメラータ・トウキョウに録音され、脚光を浴びた。このアイヒホルン盤では演奏時間は約30分。1996年にはフィリップスが単独で改訂を行った。ヨハネス・ヴィルトナー指揮のヴェストファーレン・ノイエ・フィルハーモニー管弦楽団によりナクソス・レーベルに録音されている。
この版においては、再現部でフーガとなる第1主題、ホルンによる新動機、第2主題を経て交響曲第6番、テ・デウムなどの動機を引用した後、コラールの再現、ホルンの動機と第1楽章第1主題の引用（ここからが補作となる）を経て全休止。コーダでは、マックス・アウアーのブルックナー伝の記述などに基づき、全4楽章とテ・デウムの動機、そしてテ・デウムの動機とコラールが対位法的に同時進行するところでクライマックスとなり、全休止。そしてニ長調に転じ、最弱音で始まるテ・デウムの動機、息の長い「賛歌」でフォルテにより締めくくられる。
フィナーレの最後については、死の1年前の1895年にブルックナー自身が、『第二楽章のアレルヤ』を力強く持ってきて、愛する神を褒め称える賛歌として終わらせるつもりだ、と語っていた（医師のリヒャルト・ヘラーの証言による）。フィリップスはこの『アレルヤ』を第8番第2楽章トリオの25小節以降の一節（D-E-F#-A-D）だと推定し、これを基にコーダを補作した（後述のLetocart版では、本曲の第2楽章冒頭の動機を用いている）。アイヒホルン盤に、フィリップス自身による譜例付きの解説が載せられている。

#### コールス完成版 (2004年改訂版/2008年改訂版/2011年改訂版)
2004年、コールスの最新の調査によって、略記されたスケッチから完全に消えてしまったフーガ部の8ページ相当の内容を復元することが可能となった。ただしこの時点でフィリップスと他の2人は対立し、結果としてフィリップスはこのプロジェクトから離脱した。結局サマーレとコールスの2人で新版が出された。1996年からSMPC版を底本にしたサマーレと共に現在Breman & Rom2004（ミュンヘン）から出版されている唯一の公開批判版。グッテンベルク財団が寄付的に浄書した校訂報告が、英語版も含めて200ページ近くにもなる。全665小節。マルクス・ボッシュの指揮により録音されている。第1 - 3楽章までのテンポがかなり速いボッシュ盤での演奏時間は約20分である。
その後、サマーレとコールスは2008年に更なる改訂を行い、同年9月28日に湯浅卓雄指揮・芦屋交響楽団により日本初演された。
2011年の改訂版ではコーダが改訂され、同年10月15日にフリーデマン・レイヤー指揮のオランダブラバント管弦楽団によりブレダで初演された。サイモン・ラトル指揮ベルリン・フィルハーモニー管弦楽団による録音が2012年にEMIから発売されている。全647小節中でブルックナーが完全に総譜として書き上げたのは207小節にのぼり、校訂者による完全な補筆部分は37小節に留まる。SMPC版との最大の違いは、コーダのクライマックスの後の総休止が無くなり、切れ目なしにニ長調の「賛歌」へ続いて短く終結することである。なお、このラトル盤では演奏時間は23分弱である。

#### キャラガン完成版 (2006年改訂版/2010年改訂版)
前記キャラガンは、1983年に一旦終楽章の完成版を完成させたものの、その後新たに発見された資料を元に内容改訂を行った。この版は、2006年9月28日に内藤彰指揮の東京ニューシティ管弦楽団の演奏で世界初演および録音された。なお、この演奏会では同時にトリオ第2稿の世界初演も行われた。フィナーレの演奏時間は23分弱。本演奏のCDに、キャラガン自身による解説がある。
その後キャラガンは2010年にさらなる改訂を加え、ゲルト・シャラー指揮のフィルハーモニー・フェスティヴァ（ミュンヘン・フィルハーモニー管弦楽団、バイエルン放送交響楽団、バイエルン国立歌劇場管弦楽団のメンバーと首席奏者たちによるオーケストラ）による録音が2011年に発売された。演奏時間は22分。

#### シャラー完成版 (2016年/2018年改訂版)
上記ゲルト・シャラーは、2016年に終楽章を自身によって補作完成させた。この版は、ブルックナーが遺した注釈に密接に基づき、ブルックナーのオリジナルの草稿を用い、最も初期のスケッチからなど利用可能なすべての下書き素材を考慮に入れ、できうる限り残されたギャップを埋めようとしたものであり、最終的に全体で736小節にわたるものとなっている。
また、シャラーは指揮者としての経験や、ブルックナーの作曲技法をブルックナーの11の交響曲全サイクルのレコーディングに適用してきたという経験に基づいて、アーカイブからの素材を楽譜内の欠損部分に補なっており、その結果、オリジナルの草稿では不連続な楽節でさえブルックナーのスタイルで書かれたものとして聴くことができるとされる。
フィナーレのフーガ部分は、シャラー補筆の中心部分だといえる。このフーガに込められた高揚された対位法的緊張は、交響曲開始時のテーマ素材を長調に移されたクライマックスへの導入として使われ、また第8交響曲同様、交響曲全楽章の主題の複合的な引用として使われている。フィナーレのコーダ部分を完成させるにあたり、シャラーは、過去の交響曲や交響的合唱曲、本交響曲の他楽章のテーマ参照などの曲素材を回想させるという形で、それまでのブルックナー作品を通じたテーマやモチーフを利用している。
フィナーレのシャラー版は、2016年7月24日、エーブラハの夏の音楽祭（英語版）の折、エーブラハ寺院（英語版）においてフィルハーモニー・フェスティヴァ（英語版）により初演され、プロフィル（独語版）・レーベルにより録音されている。演奏時間は約25分。この稿はさらに改訂の上、2018年3月に出版されている。(Ries & Erler, Berlin, Score No 51487, ISMN M-013-51487-8)

#### その他の補筆版
オーストリアの指揮者エルンスト・メルツェンドルファー（1969年）、オランダの作曲家Goverdus Henricus Hein 's-Gravesande（1969年）、Marshall Fine（1979年）、ベルギーのオルガニスト及び作曲家Sébastien Letocart（2008年）などによる終楽章の補筆版が発表されている。また、遺されたスケッチに基づいて、補筆ではなく自由な作曲を行なったケースとして、ゴットフリート・フォン・アイネム（1918年-1996年）の「ブルックナー・ディアローグ op. 39」（1971年作曲）と、オランダの指揮者兼作曲家、Peter Jan Marthe （2006年）によるものが挙げられる。